# Jardines Ornamentales de Ottawa
Los Jardines Ornamentales de Ottawa están ubicados en la Granja Central Experimental de Agricultura y Agroalimentación de Canadá en Ottawa, Ontario, Canadá.

## Localización
« Dominion Arboretum and Central Experimental Farm »
Prince of Wales Drive
Ottawa
Ontario K1A 0C6 Canadá

## Historia
Alguna vez se usó como una instalación de prueba para el desarrollo de rosas resistentes al invierno, weigela y peonías , ahora actúa como administrador de varias grandes colecciones de plantas ornamentales. 
Varias colecciones notables incluyen:
- La colección de rosas Explorer,
- Las peonías "Arthur Percy Saunders"
- La colección de Lilas Isabella Preston.

## Colecciones del jardín
Para proporcionar un entorno adecuado para las muchas colecciones de plantas, los jardines ornamentales se han subdividido en varias características. Estos incluyen: 
- Macoun Memorial Garden,
- Lilac Walk,
- Rock Garden,
- Perennial Border
- Explorer Rose Garden.

Se utiliza como un jardín de exhibición para la AAS (All American Selections)
Los jardines ornamentales también presentan una exhibición dinámica anual de las plantas anuales y perennes más selectas.